# Immo
Immo fou un noble alemany, vassall del duc Gislebert de Lotaríngia. Léon Vanderkindere suggereix que fou nomenat comte de Luihgau a la mort del duc Giselbert, vers 939.
Com a comte vassal l'esmenta Widukind (comitem Immonem). Apareix citat en carta del 15 de maig del 945 (Ymmonis comitis). Posteriorment s'hauria revoltat i les seves propietats foren confiscades segons s'assenyala en carta de l'11 de juny del 958, però no se'n saben les causes ni l'extensió de la revolta; com que uns mesos després el duc de Lotaríngia Brunó de Colònia nomenava dos ducs (viceducs) per la Lotaríngia es sospita que potser fou una revolta de gran extensió.
Encara en carta datada el 17 de gener del 966 s'adjudicaven propietats que li havien estat expropiades, però en aquesta data ja era mort. Va deixar una sola filla que Vanderkindere pensa que es va casar amb Rodolf comte a Betuwe (vegeu comtat de Loon).

## Nota
1. ↑  La formation territoriale des principautés belges au moyen-âge, Brussel·les 1902, Vol. II, pàg. 243